# Keri Windsor
Keri Windsor, née le 3 décembre 1973 à Superior dans l'état du Wisconsin, est une actrice de films pornographiques américaine.
Elle utilise également le nom de scène de Lacey Ogden.

## Biographie
Née aux États-Unis, Keri Windsor déménage à Dhahran, en Arabie Saoudite à l'âge de quatre ans.
Elle retourne aux États-Unis à l'âge de 14 ans.
Keri a joué dans plus de 100 films, parfois dans des rôles hétérosexuels mais souvent dans des scènes lesbiennes.

## Récompenses et nominations
- 2000 : AVN Award nommée comme meilleure scène de sexe solo pour Darling
- 2001 : AVN Award nommée comme meilleur second rôle féminin pour The Collector
- 2001 : AVN Award nommée comme meilleure scène de sexe entre filles pour Essentially Dee avec Juli Ashton, Shayla LaVeaux, Dee & the Sybian
- 2001 : AVN Award nommée comme meilleure scène de sexe entre filles pour Shayla's Web avec Shayla LaVeaux & Alexandra Nice
- 2001 : AVN Award nommée comme meilleure scène de sexe solo pour Fire & Ice
- 2002 : AVN Award nommée comme meilleure scène de sexe en couple pour Getting Even

## Filmographie sélective
Films érotiques
- 1999 The Profession
- 1999 The Helmetcam Show (série télévisée) : la serveuse nue
- 1999 Sex Court (série télévisée) : Kiki Vandenberg
- 2000 Stripsearch (série télévisée) : la danseuse
- 2000 The Voyeur (mini-série) : Melinda / Julie
- 2000-2001 Passion Cove (série télévisée) : docteure Elizabeth Henning / Amy
- 2001 Dangerous Games : Cindy
- 2001 Sexy Urban Legends (série télévisée) : Claire (segment "Halloween Party")
- 2002 Beauté Trahie (Beauty Betrayed) : Tonya
- 2002 Wicked Temptations : Audrey Hunt
- 2002 Bare Witness
- 2002-2003 The Best Sex Ever (série télévisée) : Jenny / Simone
- 2004 Confessions of an Adult Film Star 2
- 2005 Passionate Deceptions : Kendra

Films pornographiques
- 1998 A Girl's Affair 23
- 1999 No Man's Land 25
- 1999 Darling
- 2000 When the Boyz Are Away the Girlz Will Play
- 2000 Working Girl
- 2000 No Man's Land 30
- 2000 No Man's Land 31
- 2000 Becoming Wet
- 2000 The 4 Finger Club 9
- 2000 The Voyeur
- 2000 Goddess
- 2000 Fire and Ice
- 2001 Shayla's Web
- 2001 Essentially Dee
- 2001 Hollywood Sex Fantasy : Jessica
- 2001 Babewatch 13
- 2001 Babewatch 14
- 2001 Star Woman
- 2001 Magic Touch 3
- 2002 Sweet Blonde Desire
- 2002 Getting Even
- 2002 Girl Show 2
- 2002 Sunset Strip
- 2003 Girl Gasms
- 2003 Naked Hollywood 20
- 2003 Girls Eat Girl
- 2004 All Girl Pussy Party 2
- 2004 Lesbian Big Boob Bangeroo 5
- 2005 All Girl Pussy Party 6
- 2005 Spreading My Seed
- 2006 Stick It
- 2006 Coffee & Cream
- 2006 Women's Erotic Wrestling
- 2007 Sweethearts
- 2009 Slutty School Girls
- 2010 Love Or Lust (II)
- 2011 Pink Zone
- 2013 Snooty Booty
- 2014 My Wife and The Lesbian
- 2017 Virgin Hunters 3: Agents of Passion

## Galerie de photos

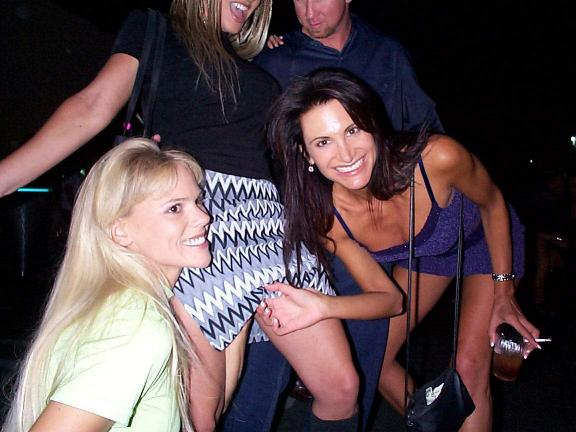
Keri Windsor et Sydnee Steele
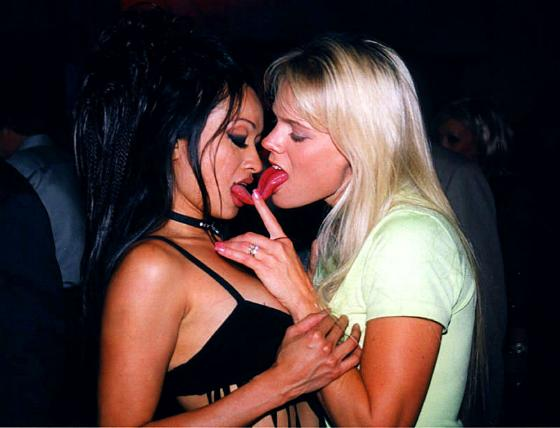
Syren et Keri Windsor

## Sources et références
- (es) Cet article est partiellement ou en totalité issu de l’article de Wikipédia en espagnol intitulé « Keri Windsor » (voir la liste des auteurs).